# Simon Pagenaud

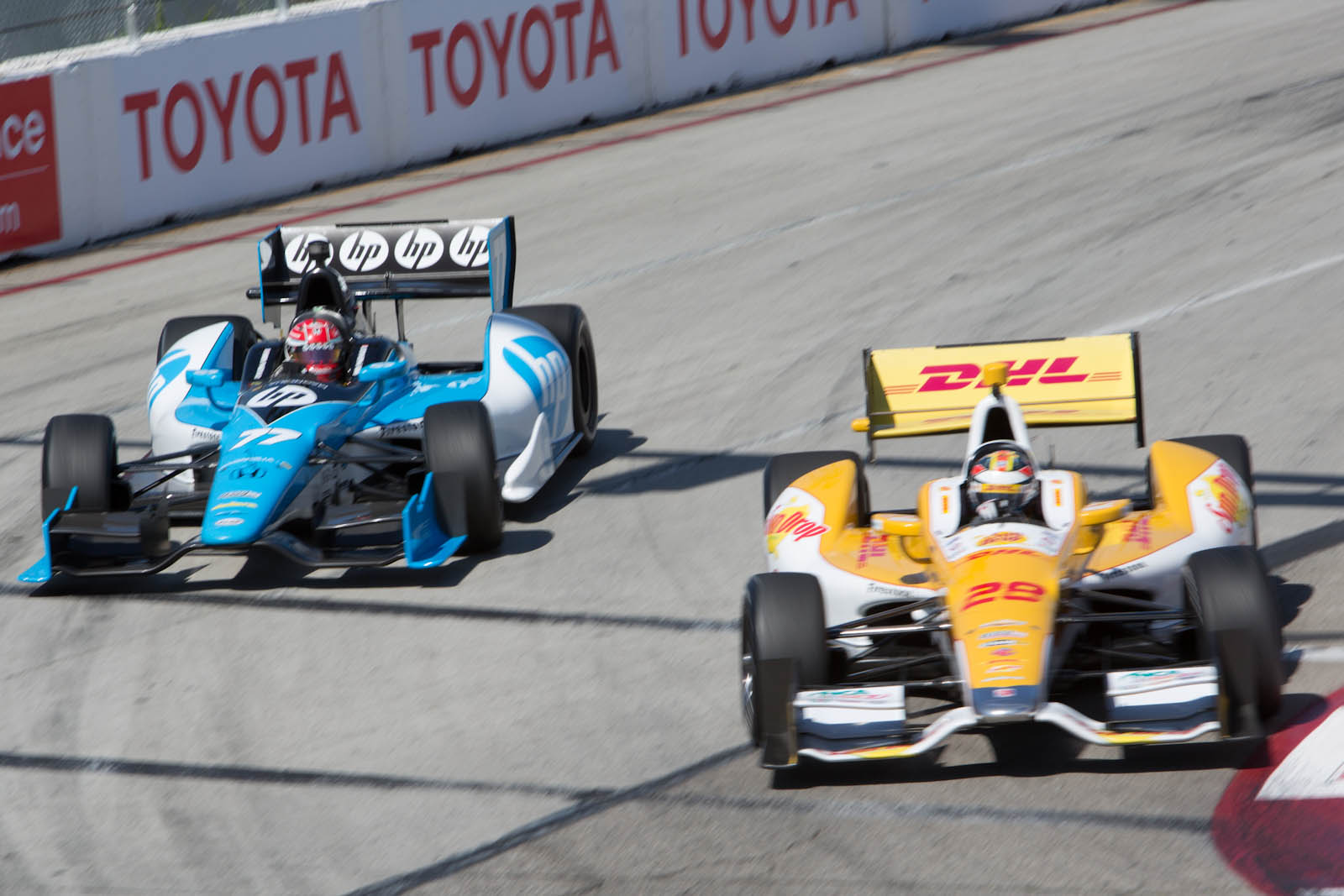
Simon Pagenaud (z lewej) i Ryan Hunter-Reay podczas wyścigu w Long Beach w 2012 roku

Simon Pagenaud (ur. 18 maja 1984) – francuski kierowca wyścigowy.

## Kariera
W 2002 i 2003 startował we francuskiej Formule Renault, a w latach 2002 i 2004 w Formule Renault Eurocup. W 2005 wystartował w Formule Renault 3.5, a rok później wyjechał do Stanów Zjednoczonych i od razu w pierwszym roku startów zdobył mistrzostwo tamtejszej Formuły Atlantic (Champ Car Atlantic).
W 2007 awansował do głównej serii Champ Car, gdzie zaliczył dobry, wyrównany sezon i 8. miejsce w końcowej klasyfikacji. W następnym roku jednak seria została połączona z Indy Racing League, a Pagenaud przeniósł się do American Le Mans Series, gdzie startował przez kolejne trzy lata. W 2010 jeżdżąc w zespole Highcroft Racing został mistrzem w klasie LMP jeżdżąc w parze z Davidem Brabhamem.
W 2011 wystartował w kilku wyścigach American Le Mans Series oraz Le Mans Series w zespole Peugeot Sport Total, m.in. w 24h Le Mans, gdzie zajął drugie miejsce. Wystartował także w kilku wyścigach IndyCar zastępując kontuzjowanych kierowców.
W 2012 podpisał kontrakt na pełny cykl startów w serii IndyCar w zespole Schmidt Hamilton Motorsports. Pierwszy pełny sezon startów był bardzo dobry w jego wykonaniu i przyniósł mu zwycięstwo w klasyfikacji na najlepszego nowicjusza sezonu („Rookie of the Year”) oraz piąte miejsce w klasyfikacji generalnej. Natomiast w drugim sezonie startów udało mu się odnieść swoje pierwsze zwycięstwa w tej serii i zająć w klasyfikacji generalnej trzecie miejsce.
W 2019 roku zwyciężył w Indianapolis 500 jako pierwszy Francuz od 105 lat.

## Starty w karierze
| Sezon | Seria                              | Zespół                         | Starty | PP | Zwyc. | Punkty | Pozycja |
| ----- | ---------------------------------- | ------------------------------ | ------ | -- | ----- | ------ | ------- |
| 2005  | Formuła Renault 3.5                | Saulnier Racing                | 16     | 0  | 0     | 30     | 16.     |
| 2006  | Formuła Atlantic                   | Team Australia                 | 12     | 1  | 1     | 258    | 1.      |
| 2007  | Champ Car                          | Team Australia                 | 14     | 0  | 0     | 232    | 8.      |
| 2008  | American Le Mans Series (LMP2)     | de Ferran Motorsports          | 8      | 0  | 0     | 85     | 14.     |
| 2009  | American Le Mans Series (LMP1)     | de Ferran Motorsports          | 10     | 3  | 5     | 162    | 2.      |
| 2010  | American Le Mans Series (LMP/LMP2) | Highcroft Racing               | 9      | 1  | 4     | 182    | 1.      |
| 2011  | American Le Mans Series            | Highcroft Racing/Peugeot Sport | 2      | 0  | 0     | 0      | -       |
| 2011  | IRL IndyCar Series                 | Dreyer & Reinbold Racing       | 2      | 0  | 0     | 56     | 31.     |
| 2011  | IRL IndyCar Series                 | HVM Racing                     | 1      | 0  | 0     | 56     | 31.     |
| 2012  | IRL IndyCar Series                 | Schmidt Hamilton Motorsports   | 15     | 0  | 0     | 387    | 5.      |
| 2013  | IRL IndyCar Series                 | Schmidt Hamilton Motorsports   | 19     | 0  | 2     | 508    | 3.      |
| 2014  | IRL IndyCar Series                 | Schmidt Peterson Motorsports   | 18     | 1  | 2     | 565    | 5.      |
| 2015  | IRL IndyCar Series                 | Penske Racing                  | 16     | 1  | 0     | 384    | 11.     |
| 2016  | IRL IndyCar Series                 | Penske Racing                  | 16     | 7  | 5     | 659    | 1.      |

## Starty w Indianapolis 500
| Rok  | Nadwozie | Silnik    | Start | Wynik | Uwagi |
| ---- | -------- | --------- | ----- | ----- | ----- |
| 2012 | Dallara  | Honda     | 23    | 16    |       |
| 2013 | Dallara  | Honda     | 21    | 8     |       |
| 2014 | Dallara  | Honda     | 5     | 12    |       |
| 2015 | Dallara  | Chevrolet | 3     | 10    |       |
| 2016 | Dallara  | Chevrolet | 8     | 19    |       |
| 2017 | Dallara  | Chevrolet | 23    | 14    |       |
| 2018 | Dallara  | Chevrolet | 2     | 16    |       |
| 2019 | Dallara  | Chevrolet | 1     | 1     |       |

## Wyniki w Formule Renault 3.5
| Legenda oznaczeń w tabelach wyników Wyświetl szablon na nowej stronie | Legenda oznaczeń w tabelach wyników Wyświetl szablon na nowej stronie                                                                     |
| Oznaczenie                                                            | Wyjaśnienie |
| --------------------------------------------------------------------- | --- |
| Złoty                                                                 | Zwycięzca lub mistrzostwo |
| Srebrny                                                               | 2. miejsce lub wicemistrzostwo |
| Brązowy                                                               | 3. miejsce lub II wicemistrzostwo |
| Zielony                                                               | Ukończył, punktował (w klasyfikacji generalnej, gdy zdobył co najmniej jeden punkt na przestrzeni sezonu, poza trzema powyższymi opcjami) |
| Niebieski                                                             | Ukończył, nie punktował (w klasyfikacji generalnej, gdy nie zdobył co najmniej jednego punktu na przestrzeni sezonu)                      |
| Czerwony                                                              | Nie zakwalifikował się (NZ) |
| Czerwony                                                              | Nie prekwalifikował się (NPK) |
| Różowy                                                                | Nie ukończył (NU) |
| Różowy                                                                | Niesklasyfikowany (NS) (w klasyfikacji generalnej, gdy nie został sklasyfikowany w żadnym wyścigu sezonu)                                 |
| Czarny                                                                | Zdyskwalifikowany (DK) |
| Czarny                                                                | Wykluczony (WYK/EX) |
| Biały                                                                 | Nie wystartował (NW) |
| Biały                                                                 | Kontuzjowany (K/INJ) |
| Biały                                                                 | Wyścig odwołany (OD/C) |
| Bez koloru                                                            | Został wycofany (WYC/WD) |
| Bez koloru                                                            | Nie przybył (NP/DNA) |
| Bez koloru                                                            | Nie brał udziału w treningach (NT/DNP) |
| Bez koloru                                                            | Nie został zgłoszony (–) |
| Pogrubienie                                                           | Start z pole position |
| Kursywa                                                               | Najszybsze okrążenie wyścigu |
| †                                                                     | Nie ukończył, ale jego rezultat został zaliczony ze względu na przejechanie więcej niż 90% dystansu wyścigu.                              |
| *                                                                     | Sezon w trakcie |
| 1/2/3                                                                 | Punktowana pozycja w sprincie kwalifikacyjnym                                                                                             |
| Lista systemów punktacji Formuły 1                                    | |

| Rok  | Zespół          | Wyniki w poszczególnych eliminacjach | Wyniki w poszczególnych eliminacjach | Wyniki w poszczególnych eliminacjach | Wyniki w poszczególnych eliminacjach | Wyniki w poszczególnych eliminacjach | Wyniki w poszczególnych eliminacjach | Wyniki w poszczególnych eliminacjach | Wyniki w poszczególnych eliminacjach | Wyniki w poszczególnych eliminacjach | Wyniki w poszczególnych eliminacjach | Wyniki w poszczególnych eliminacjach | Wyniki w poszczególnych eliminacjach | Wyniki w poszczególnych eliminacjach | Wyniki w poszczególnych eliminacjach | Wyniki w poszczególnych eliminacjach | Wyniki w poszczególnych eliminacjach | Wyniki w poszczególnych eliminacjach | Punkty | Pozycja |
| ---- | --------------- | ------------------------------------ | ------------------------------------ | ------------------------------------ | ------------------------------------ | ------------------------------------ | ------------------------------------ | ------------------------------------ | ------------------------------------ | ------------------------------------ | ------------------------------------ | ------------------------------------ | ------------------------------------ | ------------------------------------ | ------------------------------------ | ------------------------------------ | ------------------------------------ | ------------------------------------ | ------ | ------- |
| 2005 | Saulnier Racing | BEL                                  | BEL                                  | MON                                  | VAL                                  | VAL                                  | FRA                                  | FRA                                  | BIL                                  | BIL                                  | DEU                                  | DEU                                  | GBR                                  | GBR                                  | PRT                                  | PRT                                  | ITA                                  | ITA                                  | 30     | 16.     |
| 2005 | Saulnier Racing | 8                                    | 4                                    | 10                                   | 5                                    | 11                                   | 10                                   | NU                                   | 11                                   | 12                                   | NU                                   | NW                                   | 8                                    | 5                                    | 9                                    | 11                                   | 11                                   | 12                                   | 30     | 16.     |